# Шьонбург (род)
Шьонбург (на немски: Schönburg, Schumburg; на чешки: ze Šumburka) е висш благороднически род от Саксония-Тюрингия, който известно време е и в Чехия.
Замъкът Шьонбург на Заале е споменат за пръв път през 1130 г. в документ като Ulricus de Schunenberg (Sconenberg).
Около 1170 г. фамилията основава замък Глаухау (в Цвикау). Херман II подарява през 1233 г. женския бенедиктински манастир Герингсвалде (в Саксония), който до реформацията е гробно място на фамилията.
Те получават 1406 г. графството Хартенщайн от Курфюрство Саксония. Известно време цялата им собственост е 16 квадрат майли с 14 градове и 61 000 жители. От 17 век те имат растящи финансови задължения, подялби на наследството и вътрешни фамилни проблеми.
През 16 век фамилията се дели на две линии: една Горна (от 1700 г. графска и от 1790 г. княжеска) и една Долна линия (от 1700 г. графска). До днес съществува княжеската линия в клоновете Шьонбург-Валденбург и Шьонбург-Хартенщайн и графската линия като Шьонбург-Глаухау.
В Бохемия родът Шьонбург притежава известно време замък Шумбурк, Нойшьонбург (началото на 15 век) и други.

## Известни
- Ернст I († 1488) и Ернст II († 1534) развиват миньорството.
- Маргарета фон Шьонбург-Глаухау (1554 – 1606), дъщеря на Георг IV граф фон Шьонбург-Глаухау се омъжва за граф Йохан Георг I фон Золмс-Лаубах (1547 – 1600) [2]
- Ото Карл Фридрих фон Шьонбург-Валденбург Ото Карл Фридрих граф фон Шьонбург е издигнат на княз на 9 октомври 1790 г. от император Леополд II в деня на неговата коронизация.
- Княжеска линия: Родоначалник на „Горната линия“ е Хуго, господар на Шьонбург цу Глаухау и Валденбург (1529 – 1585). През 1700 г. цялата фамилия е издигната на имперски графове.
- Граф Ото Карл Фридрих (1758 – 1800) е издигнат на 9 октомври 1790 г., на имперски княз. През 1813 г. собствеността е поделена между два сина:
- Ото Виктор (1785 – 1859) основава клона Шьонбург-Валденбург
- Фридрих Алфред (1786 – 1840) е издигнат на княз на Шьонбург-Хартенщайн
- Александер княз фон Шьонбург-Хартенщайн (1826 – 1896)
- София фон Шьонбург-Валденбург (1885 – 1936), 1914 княгиня на Албания, омъжъна 1906 за княз Вилхелм фон Вид (1876 – 1945)
- Гюнтер фон Шьонбург-Валденбург (1887 – 1960), последният княз на линията Шьонбург-Валденбург
- Йоахим граф фон Шьонбург-Глаухау (1929 – 1998), баща на
- Глория фон Турн и Таксис (* 1960), графиня фон Шьонбург-Глаухау, омъжена 1980 за Йоханес принц фон Турн и Таксис (1926 –1990)

- Дворец Валденбург (Саксония)
- Дворец Лихтенщайн (Саксония)
- Дворец Белгершайн
- Дворец Помсен
- Дворец Дройсиг
- Дворец Хермсдорф
- Дворец Гауерниц
- Дворец Шнееберг (Словения)
- Дворец Хартенщайн
- Замък Щайн в Хартенщайн (Саксония)